# Luciano Menuet
Luciano Menuet, född 11 februari 2021, är en fransk varmblodig travhäst som tränas av Philippe Allaire och körs antagligen av Alexandre Abrivard eller Yoann Lebourgeois.
Han började tävla 2023 och inledde med två raka vinster. Han har hittills sprungit in 264 550 euro på 13 starter, varav 6 segrar och 1 andraplats samt 1 tredjeplats. Karriärens hittills största seger har kommit i Prix Paul Karle (2024).
Han har även segrat i Prix Louis Cauchois (2023), Prix Maurice de Gheest (2024), Prix de Berlin (2024) och kommit på andraplats i Prix Phaedra (2023) samt på tredjeplats i Critérium des Jeunes (2024).
Han galopperade som stor favorit i Prix Timoko.

## Statistik
| Statistik för Luciano Menuet (Ref.) | Statistik för Luciano Menuet (Ref.) | Statistik för Luciano Menuet (Ref.) | Statistik för Luciano Menuet (Ref.) | Statistik för Luciano Menuet (Ref.) | Statistik för Luciano Menuet (Ref.) |
| ----------------------------------- | ----------------------------------- | ----------------------------------- | ----------------------------------- | ----------------------------------- | ----------------------------------- |
| Starter                             | Placeringar                         | Startprissumma                      | Segerprocent                        | Platsprocent                        | Rekord                              |
| 13                                  | 6-1-1                               | 264 550 euro                        | 46 %                                | 62 %                                | 1.12,9ak,                           |

### Större segrar
| År   | Lopp                   | Kusk               | Vinstbelopp | Grupp   |
| ---- | ---------------------- | ------------------ | ----------- | ------- |
| 2023 | Prix Louis Cauchois    | Alexandre Abrivard | 24 300 EUR  | Grupp 3 |
| 2024 | Prix Maurice de Gheest | Alexandre Abrivard | 54 000 EUR  | Grupp 2 |
| 2024 | Prix Paul Karle        | Yoann Lebourgeois  | 54 000 EUR  | Grupp 2 |
| 2024 | Prix de Berlin         | Yoann Lebourgeois  | 40 500 EUR  | Grupp 3 |

### Starter
| Nr | Datum            | Lopp                       | Bana      | Kusk               | Tid     | Distans | Plac. | Vinstbelopp |
| -- | ---------------- | -------------------------- | --------- | ------------------ | ------- | ------- | ----- | ----------- |
| -  | 10 maj 2023      | Kvallopp                   | Caen      | David Thomain      | 1.20,3a | 2 140 m | gdk   | 0 euro      |
| 1  | 26 juli 2023     | Prix de La Porte de Choisy | Enghien   | David Thomain      | 1.15,7a | 2150 m  | 1     | 14 850 euro |
| 2  | 5 september 2023 | Prix des Geraniums         | Vincennes | Alexandre Abrivard | 1.14,7a | 2 100 m | 1     | 19 350 euro |
| 3  | 3 oktober 2023   | Prix Phaedra               | Vincennes | Alexandre Abrivard | 1.15,1a | 2 175 m | 2     | 12 750 euro |
| 4  | 20 oktober 2023  | Prix Louis Cauchois        | Vincennes | Alexandre Abrivard | 1.15,8a | 2 200 m | 1     | 24 300 euro |
| 5  | 25 november 2023 | Prix Timoko                | Vincennes | Alexandre Abrivard | Da      | 2 200 m | Da    | 0 euro      |
| 6  | 16 december 2023 | Prix Emmanuel Margouty     | Vincennes | Alexandre Abrivard | Da      | 2 700 m | Da    | 0 euro      |
| 7  | 6 januari 2024   | Prix Maurice de Gheest     | Vincennes | Alexandre Abrivard | 1.14,6a | 2 175 m | 1     | 54 000 euro |
| 8  | 27 januari 2024  | Prix Paul-Viel             | Vincennes | Yoann Lebourgeois  | 1.15,5a | 2 700 m | 8     | 0 euro      |
| 9  | 18 februari 2024 | Critérium des Jeunes       | Vincennes | Yoann Lebourgeois  | 1.14,0a | 2 700 m | 3     | 28 000 euro |
| 10 | 10 maj 2024      | Prix Paul Karle            | Vincennes | Yoann Lebourgeois  | 1.16,1a | 2 700 m | 1     | 54 000 euro |
| 11 | 28 maj 2024      | Prix Kalmia                | Vincennes | Alexandre Abrivard | 1.12,9a | 2 175 m | 3     | 16 800 euro |
| 12 | 23 juni 2024     | Prix Albert-Viel           | Vincennes | Alexandre Abrivard | 1.13,6a | 2 700 m | 0     | 0 euro      |
| 13 | 3 augusti 2024   | Prix de Berlin             | Enghien   | Yoann Lebourgeois  | 1.14,8a | 2 875 m | 1     | 40 500 euro |